# Los Cabos Open 2021
Giải quần vợt Los Cabos Mở rộng 2021 (còn được biết đến với Mifel Open vì lý do tài trợ) là một giải quần vợt ATP thi đấu trên mặt sân cứng ngoài trời. Đây là lần thứ 5 giải đấu được tổ chức, và là một phần của ATP Tour 250 trong ATP Tour 2021. Giải đấu diễn ra tại Los Cabos, México từ ngày 19 tháng 7 đến ngày 25 tháng 7 năm 2021.

## Nội dung đơn

### Hạt giống
| Quốc gia | Tay vợt            | Xếp hạng1 | Hạt giống |
| -------- | ------------------ | --------- | --------- |
| GBR      | Cameron Norrie     | 32        | 1         |
| USA      | John Isner         | 34        | 2         |
| USA      | Taylor Fritz       | 40        | 3         |
| USA      | Sam Querrey        | 68        | 4         |
| AUS      | Jordan Thompson    | 71        | 5         |
| USA      | Steve Johnson      | 83        | 6         |
| ITA      | Andreas Seppi      | 87        | 7         |
| USA      | Mackenzie McDonald | 103       | 8         |

- Bảng xếp hạng vào ngày 12 tháng 7 năm 2021.[2]

### Vận động viên khác
Đặc cách:
- Ivo Karlović
- Thanasi Kokkinakis
- Gerardo López Villaseñor

Vượt qua vòng loại:
- Matthew Ebden
- Ernesto Escobedo
- Nicolás Mejía
- Alexander Sarkissian

### Rút lui
- Kevin Anderson → thay thế bởi  Elias Ymer
- Ričardas Berankis → thay thế bởi  Jurij Rodionov
- Grigor Dimitrov → thay thế bởi  Brandon Nakashima
- James Duckworth → thay thế bởi  Yasutaka Uchiyama
- Daniel Elahi Galán → thay thế bởi  Emilio Gómez
- Egor Gerasimov → thay thế bởi  Evgeny Donskoy
- Ilya Ivashka → thay thế bởi  Sebastian Ofner
- Sebastian Korda → thay thế bởi  Peter Gojowczyk
- Adrian Mannarino → thay thế bởi  Jeffrey John Wolf
- Guido Pella → thay thế bởi  Alex Bolt

### Bỏ cuộc
- Jurij Rodionov

## Nội dung đôi

### Hạt giống
| Quốc gia | Tay vợt              | Quốc gia | Tay vợt            | Xếp hạng1 | Hạt giống |
| -------- | -------------------- | -------- | ------------------ | --------- | --------- |
| GBR      | Luke Bambridge       | GBR      | Ken Skupski        | 126       | 1         |
| ISR      | Jonathan Erlich      | MEX      | Santiago González  | 126       | 2         |
| PAK      | Aisam-ul-Haq Qureshi | IND      | Divij Sharan       | 135       | 3         |
| AUS      | Matthew Ebden        | AUS      | John-Patrick Smith | 145       | 4         |

- 1 Bảng xếp hạng vào ngày 12 tháng 7 năm 2021.

### Vận động viên khác
Đặc cách:
- Ernesto Escobedo /  Luis Patiño
- Mackenzie McDonald /  Sam Querrey

### Rút lui
Trước giải đấu
- Marcelo Arévalo /  Miguel Ángel Reyes-Varela → thay thế bởi  Harri Heliövaara /  Miguel Ángel Reyes-Varela
- Ričardas Berankis /  Harri Heliövaara → thay thế bởi  Sriram Balaji /  Luca Margaroli
- Lloyd Glasspool /  Cameron Norrie → thay thế bởi  Sebastian Ofner /  Jurij Rodionov
- Matt Reid /  Jordan Thompson → thay thế bởi  Alex Bolt /  Jordan Thompson

Trong giải đấu
- Alex Bolt /  Jordan Thompson

## Nhà vô địch

### Đơn
- Cameron Norrie đánh bại  Brandon Nakashima 6–2, 6–2.

### Đôi
- Hans Hach Verdugo /  John Isner đánh bại  Hunter Reese /  Sem Verbeek 5–7, 6–2, [10–4].